# S-nitrozylacja
S-nitrozylacja – modyfikacja potranslacyjna białek polegającą na kowalencyjnym przyłączeniu tlenku azotu (-NO) do grupy tiolowej w cysteinie, w efekcie powstanie SNO-białka.
S-nitrozylacja wpływa na szeroki zakres parametrów funkcjonalnych białek, takich jak aktywność enzymatyczna, stabilność białka czy oddziaływania między białkami. Działa jako jeden z podstawowych mechanizmów sygnalizacji komórkowej i jest odpowiedzialna za znaczną część bioaktywności NO w organizmach.  
S-nitrozylacja jest precyzyjnie ukierunkowana, odwracalna, ograniczona czasowo i konieczna dla szerokiego zakresu odpowiedzi komórkowych. Zgromadzone dowody sugerują, że S-nitrozylacja jest zależna od aktywności enzymatycznej, w którą zaangażowane są syntazy tlenku azotu (NOS). Pozwalają one na sprzężenie NO z białkami.
Ważnym przykładem białka, którego aktywność jest regulowana przez S-nitrozylację, jest receptor glutaminianowy typu NMDA w mózgu. S-nitrozylacja bierze również udział w funkcjonowaniu mięśnia sercowego, dróg oddechowych i mięśni szkieletowych oraz układu odpornościowego.
Szacuje się, że ~70% proteomu ulega S-nitrozylacji i w większości są to sekwencje konserwatywne. Wykazano, że S-nitrozylacja występuje we wszystkich królestwach filogenetycznych i jest opisywana jako prototypowy mechanizm sygnalizacyjny oparty na reakcjach redoks.
Teoretycznie możliwa jest S-nitrozylacja każdej wolnej grupy tiolowej, jednak w praktyce NO reaguje przede wszystkim z najbardziej podatnymi na tę modyfikację grupami tiolowymi. Na prawdopodobieństwo S-nitrozylacji wpływa między innymi bliskość NOS (bezpośredniego źródła NO). W warunkach fizjologicznych, gdy poziom tlenku azotu w organizmie jest niski, S-nitrozylacja wspiera prawidłowe funkcjonowanie organizmu, w tym funkcje neuronów. Podwyższony poziom NO może prowadzić do S-nitrozylacji cystein, które w prawidłowych warunkach nie ulegają tej modyfikacji. Prowadzi to do chorób neurodegeneracyjnych, takich jak choroba Alzheimera, choroba Parkinsona oraz stwardnienia zanikowego bocznego.